# Bạc Liêu
Bạc Liêu es una ciudad de Vietnam localizada en el delta del río Mekong, al sur del país. Es la capital de la provincia con el mismo nombre y está situada 300 kilómetros al sur de la ciudad Ho Chi Minh. La ciudad es caracterizada por los canales, donde la mayoría de los bienes son transportados por botes y barcazas. 
La población en 2009 era de aproximadamente 150.000 habitantes. La población de Bạc Liêu incluye a personas etnias vietnamitas, chinas y jemeres. 
En Vietnam, Bạc Liêu es la principal exportadora de camarones y langostinos. En turismo, Bạc Liêu tiene muchas atracciones para turismo interno e internacional, como parques de aves salvajes, el punto más al sur de Vietnam, un número de pagodas jemer, la cercana área de famosa forestación de manglar y su cocina de marisma, su fondeu de pescado, su cocina vietnamita, china y jemer.
- Datos: Q36142
- Multimedia: Bac Lieu City / Q36142